# Bak (schip)

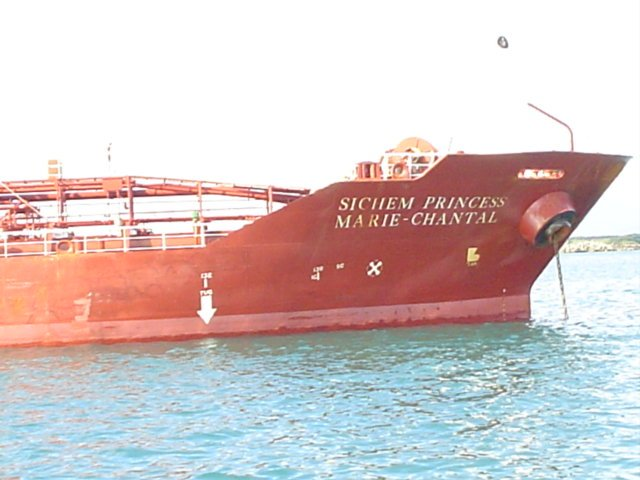
Bak van de Sichem Princess Marie-Chantal

De bak van een schip is het voorste deel van het schip. Ook wordt er vaak een schip zonder eigen aandrijving mee aangeduid, zoals een ponton, duwbak, baggerbak of splijtbak.

## Geschiedenis
Oorspronkelijk werd het hoofddek van een zeilschip voor de mast 'bak' genoemd. Het verhoogde gedeelte wordt ook wel plecht genoemd.
In vroeger tijden was het een hoge constructie op de boeg, het voorkasteel, waar boogschutters vanuit konden schieten op vijandelijke schepen. Met de introductie van het kanon verviel deze noodzaak en werd de bak een stuk lager.

## Functie
Op de bak van moderne schepen bevindt zich het anker- en meergerei. Dit bestaat uit de ankerspillen met eventueel een losse kop. Hiermee kunnen de trossen worden doorgehaald, waarna ze op bolders worden belegd. Grotere schepen hebben lieren met trommels waarop de trossen worden opgeslagen, zodat ze niet belegd hoeven te worden.